# 1-クロロ-9,10-ビス(フェニルエチニル)アントラセン
1-クロロ-9,10-ビス(フェニルエチニル)アントラセン（1-Chloro-9,10-bis(phenylethynyl)anthracene）は、サイリュームに使われる蛍光性の染料の一つ。これを使ったサイリュームは30分間激しく黄緑色に輝く。